# Luis León Sánchez
Luis León Sánchez Gil (Mula, Murcia, 24 de noviembre de 1983) es un ciclista español que fue profesional desde 2004 hasta 2023.

## Biografía
Se inició en el mundo del deporte con el fútbol jugando en el Muleño CF, hasta que se cambió al ciclismo, junto con su hermano Pedro León. Sin embargo, su hermano Pedro León siguió con el fútbol y es jugador del Real Murcia.
Debutó como profesional en 2004 con el equipo Liberty Seguros.
Contrarrelojista de especialidad, corrió con Iván Gutiérrez el campeonato de contrarreloj del campeonato del mundo 2007 en Stuttgart, obteniendo un 46.º lugar a más de 5 minutos del campeón, Fabian Cancellara.
En 2005 perdió a su hermano, el también ciclista León Sánchez Gil en un accidente de tráfico.
En 2006 se vio implicado en la Operación Puerto.
En 2008 ganó su primer Campeonato de España Contrarreloj.
En 2009 dio un salto cualitativo en su carrera profesional, logrando entre otras, la victoria en la París-Niza y en una etapa del Tour de Francia.
En 2010 logró por segunda vez el Campeonato de España Contrarreloj y el 31 de julio se proclamó campeón de la XXX edición de la Clásica de San Sebastián al sprint, por delante de sus compañeros de fuga Alexandre Vinokourov y Carlos Sastre.
En septiembre de 2010 anuncia que ha llegado a un acuerdo con el equipo Rabobank para los dos próximos años a partir del 2011.
En 2011 ganó por tercera vez el Campeonato de España Contrarreloj y lo volvió a ganar, por cuarta vez, en 2012. En el mismo año 2011 también se vio involucrado en la Operación Galgo.
Es un cazador de etapas. Se desenvuelve maravillosamente en las fugas. Esto lo ha demostrado, entre otras carreras, en el Tour de Francia, donde ha ganado cuatro etapas siendo el más listo de la escapada.
En 2013, su equipo, Blanco Pro Cycling, le suspende hasta que se investigue su relación con Eufemiano Fuentes en la Operación Puerto. Sin embargo, debido a un recurso ante el Tribunal de Arbitraje de la UCI el equipo dio marcha atrás y decidió inscribirle en la Vuelta a Bélgica a disputarse a finales de mayo. Tras ocho meses sin competir, volvió con un triunfo de etapa y la 2.ª posición en la general.
En 2014 fichó por el Caja Rural-Seguros RGA, con vistas de ser el líder del equipo. En su primera carrera con su nuevo equipo ganó la primera etapa de la Tropicale Amissa Bongo, carrera en la que finalizó segundo. Una etapa de la Vuelta a Castilla y León, 2.º en la Clásica de Ordizia, 3.º en la Vuelta a Andalucía y la clasificación de la montaña en la Vuelta a España, llevaron a que el Astana lo contratara para 2015, abriéndosele nuevamente las puertas del UCI World Tour.
Con el equipo kazajo, participó del Giro de Italia, donde finalizó 35.º y fue 2.º en la contrarreloj de la decimocuarta etapa. En junio, con la selección española logró la medalla de oro en la carrera en ruta de los Juegos Europeos de Bakú.
El 23 de agosto de 2020 consiguió, por primera vez en su carrera, el Campeonato de España en Ruta.
El 11 de septiembre de 2023 anunció su retirada tras casi veinte años como profesional.

## Palmarés

### Ruta
| 2004 - 1 etapa de la Clásica de Alcobendas - 1 etapa de la Vuelta a Asturias - 2.º en el Campeonato de España Contrarreloj 2005 - Tour Down Under, más 1 etapa - 1 etapa de la Clásica de Alcobendas 2007 - 1 etapa de la París-Niza - 2.º en el Campeonato de España Contrarreloj 2008 - 1 etapa de la París-Niza - Campeonato de España Contrarreloj - 1 etapa del Tour de Francia 2009 - Tour del Mediterráneo - 1 etapa del Tour de Haut-Var - París-Niza, más 1 etapa - 1 etapa de la Vuelta al País Vasco - 2.º en el Campeonato de España Contrarreloj - 1 etapa del Tour de Francia 2010 - 1 etapa del Tour Down Under - 1 etapa de la Vuelta al Algarve - Circuito de la Sarthe, más 1 etapa - Campeonato de España Contrarreloj - Clásica de San Sebastián - 3.º en el UCI World Ranking 2011 - Campeonato de España Contrarreloj - 1 etapa del Tour de Francia 2012 - 1 etapa de la París-Niza - 1 etapa de la Vuelta a Castilla y León - 2 etapas del Tour de Romandía - Campeonato de España Contrarreloj - 1 etapa del Tour de Francia - Clásica de San Sebastián | 2013 - 1 etapa de la Vuelta a Bélgica - 2.º en el Campeonato de España Contrarreloj - 3.º en el Campeonato de España en Ruta - 1 etapa del Tour de l'Ain 2014 - 1 etapa de la Tropicale Amissa Bongo - 1 etapa de la Vuelta a Castilla y León - Clasificación de la montaña de la Vuelta a España 2015 - 3.º en los Juegos Europeos Contrarreloj - Juegos Europeos en Ruta 2016 - 1 etapa de la Vuelta al Algarve - 1 etapa de la Vuelta al País Vasco 2017 - Gran Premio Bruno Beghelli 2018 - Vuelta a Murcia - 1 etapa del Tour de los Alpes - 1 etapa del Tour de Almaty 2019 - Vuelta a Murcia, más 1 etapa - 1 etapa de la Vuelta a Suiza - 2.º en el Campeonato de España en Ruta 2020 - 1 etapa de la Vuelta a Murcia - 2.º en el Campeonato de España Contrarreloj - Campeonato de España en Ruta 2021 - Clásica de Ordizia |

### Pista
2010 
- Campeonato de España Persecución por Equipos (haciendo equipo con Rubén Fernández Andújar, Pablo Aitor Bernal y Eloy Teruel)

## Resultados

### Grandes Vueltas
| Carrera | Carrera         | 2004 | 2005  | 2006 | 2007 | 2008 | 2009 | 2010 | 2011 | 2012 | 2013 | 2014 | 2015 | 2016 | 2017 | 2018 | 2019 | 2020 | 2021 | 2022 | 2023 |
| ------- | --------------- | ---- | ----- | ---- | ---- | ---- | ---- | ---- | ---- | ---- | ---- | ---- | ---- | ---- | ---- | ---- | ---- | ---- | ---- | ---- | ---- |
|         | Giro de Italia  | —    | —     | —    | —    | —    | —    | —    | —    | —    | —    | —    | 35.º | —    | 43.º | 25.º | —    | —    | 33.º | —    | 24.º |
|         | Tour de Francia | —    | 108.º | —    | —    | 60.º | 26.º | 10.º | 57.º | 64.º | —    | —    | —    | 48.º | —    | Ab.  | Ab.  | 32.º | —    | 13.º | Ab.  |
|         | Vuelta a España | —    | —     | Ab.  | 72.º | —    | —    | 9.º  | 53.º | —    | Ab.  | 56.º | 33.º | 26.º | 32.º | —    | 23.º | Ab.  | Ab.  | 16.º | 61.º |

—: no participa

Ab.: abandono

### Vueltas de una semana
| Carrera | Carrera                | 2004 | 2005 | 2006 | 2007 | 2008 | 2009 | 2010 | 2011 | 2012 | 2013 | 2014 | 2015 | 2016 | 2017 | 2018 | 2019 | 2020 | 2021 | 2022 | 2023 |
| ------- | ---------------------- | ---- | ---- | ---- | ---- | ---- | ---- | ---- | ---- | ---- | ---- | ---- | ---- | ---- | ---- | ---- | ---- | ---- | ---- | ---- | ---- |
|         | Tour Down Under        | —    | 1.º  | 2.º  | —    | 8.º  | 12.º | 2.º  | —    | 26.º | —    | —    | 13.º | 15.º | 16.º | 8.º  | 4.º  | 42.º | X    | X    | 33.º |
|         | París-Niza             | 73.º | 54.º | 13.º | 3.º  | 5.º  | 1.º  | 2.º  | 28.º | 17.º | —    | —    | Ab.  | 17.º | —    | 21.º | 9.º  | —    | 17.º | Ab.  | 24.º |
|         | Tirreno-Adriático      | —    | —    | —    | —    | —    | —    | —    | —    | —    | —    | —    | —    | —    | 22.º | —    | —    | —    | —    | —    | —    |
|         | Volta a Cataluña       | —    | 92.º | 71.º | —    | 78.º | —    | 4.º  | —    | 49.º | —    | 28.º | —    | —    | —    | —    | —    | X    | 27.º | —    | —    |
|         | Vuelta al País Vasco   | —    | —    | —    | —    | Ab.  | 5.º  | —    | 14.º | —    | —    | 37.º | 18.º | 46.º | 32.º | —    | 27.º | X    | —    | Ab.  | 22.º |
|         | Tour de Romandía       | —    | —    | —    | —    | —    | —    | —    | 56.º | —    | —    | —    | —    | Ab.  | —    | —    | —    | X    | —    | 40.º | —    |
|         | Critérium del Dauphiné | —    | —    | —    | 23.º | —    | —    | —    | 44.º | 12.º | —    | —    | —    | 33.º | Ab.  | —    | —    | 57.º | —    | 23.º | —    |
|         | Vuelta a Suiza         | —    | —    | —    | —    | —    | —    | 35.º | —    | —    | 36.º | —    | —    | —    | —    | —    | 32.º | X    | —    | —    | —    |
|         | Tour de Polonia        | —    | —    | —    | —    | 56.º | —    | —    | —    | —    | 25.º | —    | —    | —    | 18.º | —    | —    | —    | —    | —    |      |
|         | Tour del Benelux       | —    | —    | —    | —    | 41.º | —    | —    | —    | —    | —    | —    | —    | —    | —    | —    | —    | —    | —    | X    |      |

—: No participa

Ab.: Abandona

X: No se disputó

### Clásicas, Campeonatos y JJ. OO.
| Carrera                 | Carrera                 | 2004  | 2005          | 2006          | 2007          | 2008 | 2009          | 2010          | 2011          | 2012 | 2013          | 2014          | 2015          | 2016 | 2017          | 2018          | 2019          | 2020          | 2021 | 2022 | 2023  |
| ----------------------- | ----------------------- | ----- | ------------- | ------------- | ------------- | ---- | ------------- | ------------- | ------------- | ---- | ------------- | ------------- | ------------- | ---- | ------------- | ------------- | ------------- | ------------- | ---- | ---- | ----- |
| Omloop Het Nieuwsblad   | Omloop Het Nieuwsblad   | —     | —             | —             | —             | —    | —             | —             | —             | —    | —             | —             | —             | —    | —             | —             | —             | —             | —    | 74.º | 119.º |
| Kuurne-Bruselas-Kuurne  | Kuurne-Bruselas-Kuurne  | —     | —             | —             | —             | —    | —             | —             | —             | —    | —             | —             | —             | —    | —             | —             | —             | —             | —    | 65.º | —     |
| Strade Bianche          | Strade Bianche          | X     | X             | X             | —             | —    | —             | —             | —             | —    | —             | —             | —             | —    | 14.º          | —             | —             | —             | —    | —    | —     |
|                         | Milán-San Remo          | —     | —             | 63.º          | —             | —    | 34.º          | —             | —             | —    | —             | —             | —             | 11.º | 28.º          | 28.º          | —             | —             | —    | —    | —     |
| Gante-Wevelgem          | Gante-Wevelgem          | —     | Ab.           | —             | —             | —    | —             | —             | —             | —    | —             | —             | —             | —    | —             | —             | —             | —             | —    | —    | —     |
|                         | Tour de Flandes         | Ab.   | Ab.           | —             | Ab.           | —    | —             | —             | —             | —    | —             | —             | —             | —    | —             | —             | —             | —             | —    | —    | —     |
|                         | París-Roubaix           | Ab.   | —             | —             | —             | —    | —             | —             | —             | —    | —             | —             | —             | —    | —             | —             | —             | X             | —    | —    | —     |
| Flecha Brabanzona       | Flecha Brabanzona       | —     | —             | —             | —             | —    | —             | —             | 34.º          | Ab.  | —             | —             | —             | —    | —             | —             | —             | —             | —    | 34.º | —     |
| Amstel Gold Race        | Amstel Gold Race        | 77.º  | —             | —             | Ab.           | 91.º | —             | —             | 66.º          | —    | —             | —             | 63.º          | 45.º | —             | —             | 65.º          | X             | —    | —    | —     |
| Flecha Valona           | Flecha Valona           | 88.º  | —             | —             | Ab.           | 68.º | —             | 84.º          | —             | —    | —             | —             | 54.º          | 31.º | —             | —             | 44.º          | —             | —    | 51.º | —     |
|                         | Lieja-Bastoña-Lieja     | Ab.   | —             | —             | Ab.           | 86.º | —             | 26.º          | Ab.           | 64.º | —             | —             | 30.º          | 27.º | Ab.           | —             | 55.º          | —             | 67.º | 80.º | —     |
| Clásica San Sebastián   | Clásica San Sebastián   | 120.º | —             | 132.º         | —             | —    | 19.º          | 1.º           | 28.º          | 1.º  | —             | —             | 21.º          | 17.º | —             | —             | —             | X             | 46.º | Ab.  |       |
| Cyclassics Hamburg      | Cyclassics Hamburg      | —     | —             | 70.º          | —             | 50.º | —             | —             | —             | 75.º | —             | —             | —             | —    | —             | —             | —             | X             | X    | —    |       |
| Bretagne Classic        | Bretagne Classic        | —     | —             | —             | —             | —    | 6.º           | —             | —             | 66.º | —             | —             | —             | —    | —             | —             | —             | —             | —    | —    |       |
| Gran Premio de Quebec   | Gran Premio de Quebec   | X     | X             | X             | X             | X    | X             | —             | —             | 91.º | —             | —             | —             | —    | —             | —             | —             | X             | X    | —    |       |
| Gran Premio de Montreal | Gran Premio de Montreal | X     | X             | X             | X             | X    | X             | —             | —             | 59.º | —             | —             | —             | —    | —             | —             | —             | X             | X    | —    |       |
|                         | Giro de Lombardía       | —     | —             | —             | —             | —    | —             | —             | —             | —    | —             | Ab.           | —             | —    | Ab.           | —             | —             | —             | —    | —    |       |
| JJ. OO. (Ruta)          | JJ. OO. (Ruta)          | —     | No se disputó | No se disputó | No se disputó | —    | No se disputó | No se disputó | No se disputó | 14.º | No se disputó | No se disputó | No se disputó | —    | No se disputó | No se disputó | No se disputó | No se disputó | —    | ND   | ND    |
| JJ. OO. (CRI)           | JJ. OO. (CRI)           | —     | No se disputó | No se disputó | No se disputó | —    | No se disputó | No se disputó | No se disputó | 32.º | No se disputó | No se disputó | No se disputó | —    | No se disputó | No se disputó | No se disputó | No se disputó | —    | ND   | ND    |
| Mundial en Ruta         | Mundial en Ruta         | —     | —             | —             | —             | Ab.  | —             | Ab.           | 164.º         | —    | Ab.           | Ab.           | 30.º          | —    | 66.º          | —             | Ab.           | 52.º          | —    | —    | —     |
| Mundial Contrarreloj    | Mundial Contrarreloj    | —     | —             | —             | 46.º          | —    | —             | 7.º           | —             | —    | 35.º          | —             | 26.º          | —    | —             | —             | —             | —             | —    | —    | —     |
| Europeo en Ruta         | Europeo en Ruta         | X     | X             | X             | X             | X    | X             | X             | X             | X    | X             | X             | X             | —    | 57.º          | —             | —             | —             | —    | —    |       |
| Europeo Contrarreloj    | Europeo Contrarreloj    | X     | X             | X             | X             | X    | X             | X             | X             | X    | X             | X             | X             | 12.º | —             | —             | —             | —             | —    | —    |       |
| España en Ruta          | España en Ruta          | —     | 56.º          | —             | 89.º          | 28.º | 41.º          | 11.º          | 14.º          | 6.º  | 3.º           | 4.º           | —             | 9.º  | —             | 4.º           | 2.º           | 1.º           | —    | —    | 21.º  |
| España Contrarreloj     | España Contrarreloj     | 2.º   | 4.º           | 13.º          | 2.º           | 1.º  | 2.º           | 1.º           | 1.º           | 1.º  | 2.º           | 19.º          | 4.º           | 5.º  | —             | —             | —             | 2.º           | —    | —    | —     |

—: no participa

Ab.: abandono

## Equipos
- ONCE/Liberty Seguros/Astana (2003[14] -2006)
- Caisse d'Epargne (2007-2010)
- Rabobank/Blanco/Belkin (2011-2013)
  - Rabobank (2011-2012)
  - Blanco Pro Cycling Team (2013)[15]
  - Belkin-Pro Cycling Team (2013)
- Caja Rural-Seguros RGA (2014)
- Astana (2015-2021)
  - Astana Pro Team (2015-2020)
  - Astana-Premier Tech (2021)
- Team Bahrain Victorious (2022)
- Astana Qazaqstan Team (2023)